# Protonemura ruffoi
Protonemura ruffoi är en bäcksländeart som beskrevs av Giovanni Consiglio 1961. Protonemura ruffoi ingår i släktet Protonemura och familjen kryssbäcksländor. Inga underarter finns listade i Catalogue of Life.